# Scho-Ka-Kola

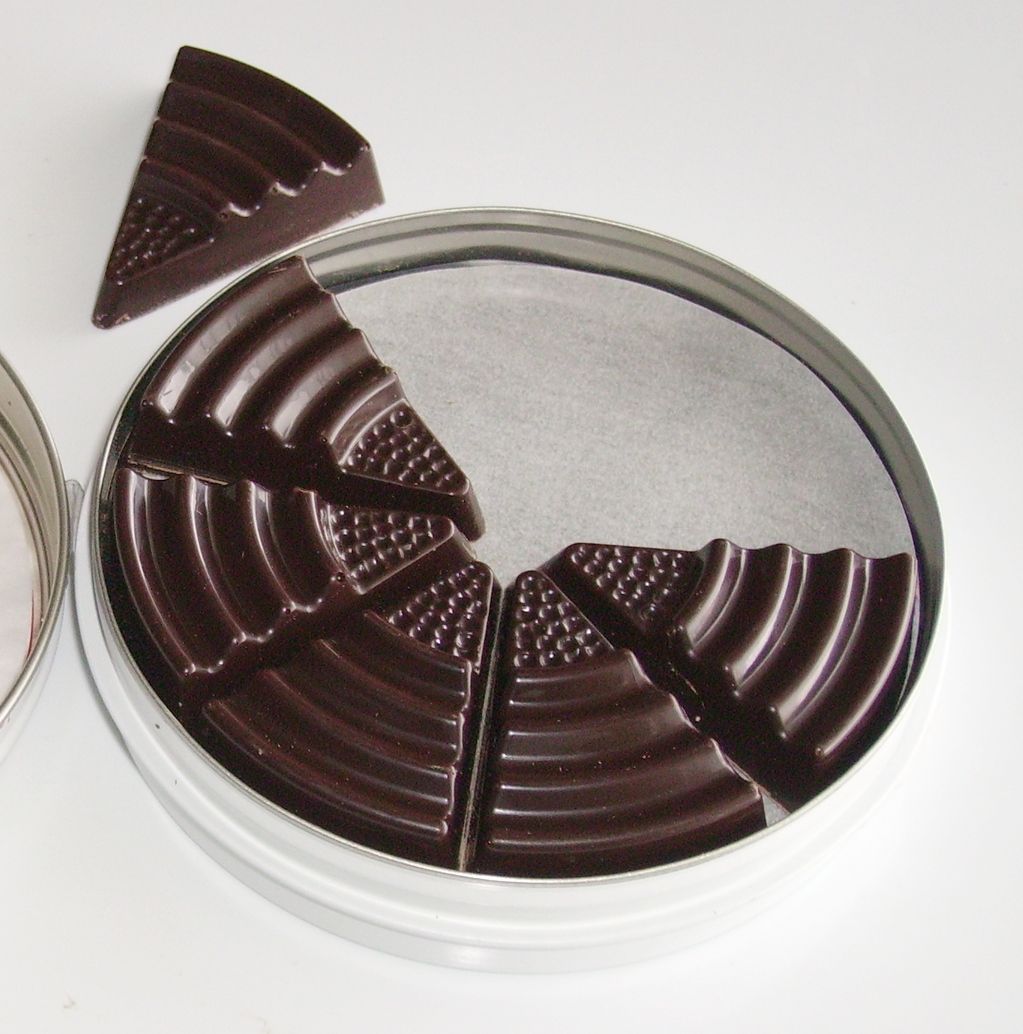
Відкрита коробка

Scho-Ka-Kola — марка німецького шоколаду, котрий містить у собі кофеїн від какао, смаженої кави і горіхів коли. Шоколад розділений на вісім частин, котрі мають форму кола, укладені двома шарами у круглу бляшану баночку. З пори створення оригінального шоколаду його рецепт виготовлення майже не змінився.

## Історія
Торгова марка Scho-Ka-Kola була створена фірмою Hildebrand, Kakao- und Schokoladenfabrik GmbH 1935 року. Продукт поширювався під час Літніх Олімпійських ігор 1936 року як «Спортивний шоколад». Упродовж Другої світової війни цей шоколад був «Шоколадом льотчика» і входив до раціону люфтваффе. Упродовж окупаційного періоду Німеччини Scho-Ka-Kola розподілялася союзниками СРСР серед німецького мирного населення.
1969 року доктор Ґанс Імхофф викупив фірму, а також купив німецький банк «Stollwerck AG» для зберігання в ньому прибутків від продажу шоколаду. 1 липня 2005 року Genuport Trade AG придбав торговельну марку, а також права на володіння та розпорядження продуктом. Нині Scho-Ka-Kola виробляється у місті Зальфельд (Тюрингія) і є загальнодоступним.
Компанія Кока-кола у США в 1999 році подала спір щодо торгової марки Scho-Ka-Kola. У 2001 році було скасовано реєстрацію ТМ Scho-Ka-Kola на території США.

## У масовій культурі
У комп'ютерних іграх Call of Duty і Call of Duty: United Offensive упаковка Scho-Ka-Kola використовується як аптечка, котра відновлює здоров'я персонажа на 10 одиниць.